# Antōnīs Rikka
Antōnīs Rikka (in greco Αντώνης Ρίκκα?; Marsiglia, 3 marzo 1986) è un ex calciatore greco, di ruolo centrocampista.

## Carriera

### Club
Nella sua carriera ha giocato con Olympique Marsiglia, Skoda Xanthī, Nikī Volo, per poi trasferirsi all'AEK Atene il 16 maggio 2008.

### Nazionale
Ha rappresentato l'Under-19 e l'Under-21 greche.